# Rudolf Juen
Rudolf Juen (* 15. Dezember 1896 in Schiltigheim; † 19. November 1982 in Bregenz) war ein österreichischer Politiker (CSP/ÖVP) und ÖBB-Angestellter. Er war von 1945 bis 1949 Abgeordneter zum Vorarlberger Landtag.

## Ausbildung und Beruf
Juen besuchte die Volksschule in Rastatt und wechselte 1907 an die Volksschule in Bregenz-Rieden, die er bis 1911 absolvierte. Er arbeitete zwei Sommer als Hüterjunge im Schwabenland und arbeitete bis März als Laufbursche und Hilfsarbeiter. Er trat 1915 in den Dienst der Bahn und leistete während des Ersten Weltkriegs bis 1918 Kriegsdienst in Südtirol. Danach trat er 1918 wieder in den Bahndienst ein und arbeitete bis zum 1. Juni 1960, dem Tag seiner Pensionierung, bei den Österreichischen Bundesbahnen.

## Politik und Funktionen
Juen engagierte sich ab 1914 im katholischen Jugendbund „Traugold“ und war ab 1919 Mitglied des katholischen Arbeitervereins. Er war ab 1919 zudem als Mitglied der Gewerkschaft christlicher Eisenbahner und fungierte ab 1921 als Mitglied und Schriftführer des Turnerbundes. Zudem war er als Mitglied des „Reichsbundes der Österreicher“ sowie deren Ortsobmann aktiv. In der Zwischenkriegszeit war Juen Mitglied der Christlichsozialen Partei und vertrat diese von 1929 bis 1934 in der Stadtvertretung von Bregenz. Danach war er von 1934 bis 1938 Ortsleitungsmitglied der Vaterländischen Front. 1945 wurde er für rund eine Woche von der Gestapo Bregenz inhaftiert.
Nach dem Zweiten Weltkrieg trat er der Österreichischen Volkspartei bzw. dem ÖAAB bei und wurde am 5. Mai 1946 Mitglied der Landesleitung des ÖAAB Vorarlberg. Er war von 1947 bis 1961 Ersatzmitglied der Stadtvertretung Bregenz und wirkte als Schulaufseher und Ortsschulrat von Bregenz. Des Weiteren war er von 1946 bis 1954 Kammerrat der Arbeiterkammer Feldkirch und dessen Vorstandsmitglied und wirkte während dieser Zeit auch als Mitglied des Bildungsausschusses der Vorarlberger Arbeiterkammer. Zudem war er von 1949 bis 1954 stellvertretender Obmann der Sektion Verkehrsbedienstete der Vorarlberger Arbeiterkammer.
Juen war als Abgeordneter des Wahlbezirkes Bregenz vom 11. Dezember 1945 bis zum 24. Oktober 1949 Abgeordneter zum Vorarlberger Landtag, wo er Mitglied im Sozialpolitischen Ausschuss war.

## Privates
Juens Vater, Christian Juen, war Stuckateur und stammte aus St. Gallenkirch. Seine Mutter Eva, geborene Spahr, war hingegen in Blotzheim bei Straßburg geboren worden. 1907 übersiedelte er mit seinen Eltern nach Bregenz. Juen heiratete 1926 Leopoldine Lahner (1901–1953), die in Stadlpaura in Oberösterreich auf die Welt gekommen war. Mit ihr hatte er neun Kinder, die zwischen 1927 und 1940 geboren wurden. Nach dem Tod seiner ersten Ehefrau heiratete er am 23. Mai 1957 Bernhardine Mangler aus Eintürmen. 1961 zog Juen nach Wolfurt um.